# Knud Stampe
Knud Jörgen (Jørgen) Stampe, född 11 maj 1936 i Köpenhamn, död 11 juni 1996 i Göteborg, var en dansk-svensk målare och grafiker.
Han var sedan 1958 gift med Solwei Jonaszon och var far till Joakim Stampe. Stampe studerade vid Valands målarskola i Göteborg 1960–1965 och genom självstudier under resor till Nederländerna och Frankrike. Han tilldelades som stipendium från Fondation Danoise en ateljé i det danska huset i Paris 1966. Han medverkade i Göteborgs konstförenings Decemberutställningar på Göteborgs konsthall några gånger under 1950- och 1960-talen och Liljevalchs Stockholmssalonger samt sommarsalongerna på Mässhuset i Göteborg och ett stort antal internationella utställningar och tillsammans med sin fru ställde han ut på Norrbottens museum årsskiftet 1981-1982. Hans konst består av skildringar från arbetslivet och politisk konst. Stampe är representerad vid bland annat Moderna museet i Stockholm.